# William Hazlitt

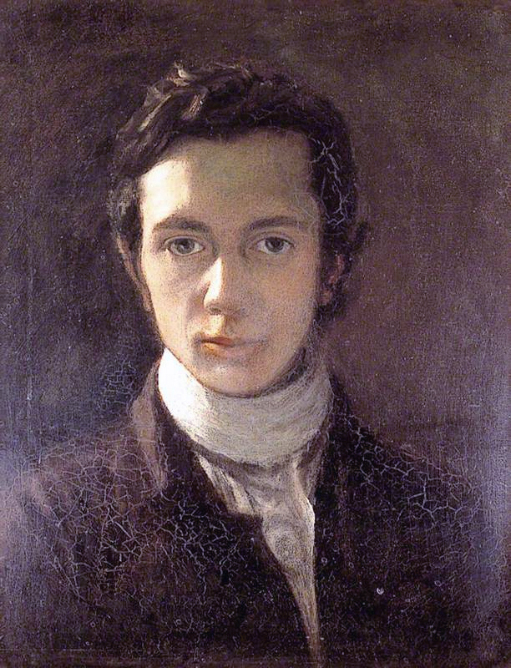
William Hazlitt

William Hazlitt (* 10. April 1778 in Maidstone; † 18. September 1830 in London) war ein englischer Essayist und Schriftsteller.

## Leben
Hazlitt war der Sohn eines unitarischen Geistlichen. Die Maler John Hazlitt und Peggy Hazlitt waren seine Geschwister. Sein Vater zog 1780 mit der Familie nach Bandon, County Cork, und drei Jahre später in die USA. Dort gründete er u. a. in Boston die First Unitarian Church.
1787 kam Hazlitt mit seiner Familie zurück nach Großbritannien und ließ sich in Wem, Shropshire nieder. Auf Wunsch des Vaters sollte Hazlitt Theologie studieren und trat dem Hackney College in London bei. Nach einem Jahr brach Hazlitt sein Studium ab und suchte eine künstlerische Ausbildung in Paris. Dies brach er zugunsten eines Literaturstudiums ab. Sein Bruder John war inzwischen bei Sir Joshua Reynolds in der Ausbildung.
Zurück in London machte er sich bald bei den Romantikern einen Namen. Er befreundete sich mit Samuel Taylor Coleridge und William Wordsworth. Auch mit den Geschwistern Charles Lamb und Mary Lamb machte er Bekanntschaft. 1808 heiratete Hazlitt mit 30 Jahren Sarah Stoddart, eine enge Freundin der Geschwister Lamb. Durch diese Heirat wurde John Stoddart, der Herausgeber von The Times, sein Schwager. Hazlitt ließ sich mit seiner Frau in Winterslow, Salisbury nieder.
Über die 1810er Jahre hinweg hatte sich ein Kreis von Dichtern, Schriftstellern und Künstlern um den Dichter und Journalisten Leigh Hunt herum gebildet, dem auch Hazlitt angehörte. Der Kreis, über verschiedene Zeitabschnitte hinweg betrachtet, besaß eine erstaunliche Größe. Einzelne Personen brachten auch ihre Familien und Freunde in den Kreis ein.
Seit 1812 war Hazlitt hauptberuflich als Essayist für verschiedene Zeitungen und Zeitschriften wie The Times und Edinburgh Review tätig. Er veröffentlichte auch Artikel in Leigh Hunts Zeitschrift The Examiner. 
Während er beruflich erfolgreich war, gab es in seiner Ehe zunehmende Probleme. 1819 trennte Sarah sich von Hazlitt, 1822 wurde die Ehe geschieden.
Ab 1820 wohnte Hazlitt in einer kleinen Pension in London und hatte eine Affaire mit der 19-jährigen Tochter des Hauses, Sarah Walker. Er hoffte, sie nach seiner Scheidung zu heiraten, wurde jedoch abgewiesen. Enttäuscht veröffentlichte er anonym eine wenig verschleierte Darstellung seiner Liebe unter dem Titel Liber Amoris. Seine Urheberschaft blieb nicht lange verborgen. Es kam zum Skandal, der seine journalistische Karriere beendete.
1824 heiratete er Isabella Bridgwater, geb. Shaw, die er jedoch in keinem seiner Werke erwähnte.
Verarmt und vereinsamt starb William Hazlitt am 18. September 1830 in London und fand seine letzte Ruhestätte auf dem Friedhof St. Anne in Soho.
Den Ruhm Hazlitts begründeten seine Essays. Sie kommentieren und widerspiegeln unverfälscht den Zeitgeist und haben bis heute größtenteils nichts an Bedeutung verloren. Das gilt auch für seine geistreichen Kommentare zu Shakespeare.

## Werke
- The Characters of Shakespeare's Plays (1817)
- The Round Table (1817)
- A view of the English stage (1818)
- Lectures on the English poets (1818)
- Lectures on the English Comic Writers (1819)
- Lectures on the Dramatic Literature of the Age of Elizabeth (1820)
- Liber Amoris, or The New Pygmalion (1823)

(deutsche Übersetzung in: Liber Amoris. Das Buch der Liebe/Peter Priskil. Ein früher Fall Polanski. Freiburg/Br.: Ahriman 2016 ISBN 978-3-89484-903-0) 
- The Spirit of the Age, or Contemporary Portraits (1825)
- The Life of Napoleon Bonaparte, London o. J. (Digitalisat: Bd. 1, 2, 3, 4, 5, 6, 7, 8, 9, 10, 11, 12, 13, 14, 15, 16)

## Übersetzungen
- Über das Vergnügen zu hassen und andere Essays. Aus dem Englischen übersetzt und kommentiert von Holger Hanowell. Reclam, 2017 [Was bedeutet das alles?] ISBN 978-3-15-019442-3.